# Scarlet Diva
Scarlet Diva ist ein italienisches Filmdrama und Erotikfilm der Schauspielerin und Regisseurin Asia Argento aus dem Jahr 2000. Dieser Film ist Argentos erster Film als Regisseurin und Drehbuchautorin. Sie spielt darin die Hauptrolle. Die Handlung des Films ist zu großen Teilen autobiografisch.

## Handlung
Anna Battista, eine berühmte italienische Erotikschauspielerin, die an Depressionen leidet, versucht durch ein eigenes Drehbuch zur Regisseurin zu werden. Auf der Suche nach einem Produzenten wird sie mehrmals beinahe von diesen vergewaltigt und gerät immer tiefer in einen Strudel aus Drogen, Sex, Tagträumen und Depressionen. Dies ändert sich, als sie sich in den australischen Rockstar Kirk Vaines verliebt und eine Liebesnacht mit ihm verbringt. Anschließend muss er nach Australien zurückkehren, gesteht Anna jedoch zuvor seine Liebe. Kurz darauf erfährt Anna, dass sie schwanger ist. Da sie nicht weiß, wie sie mit dieser Situation umgehen soll flüchtet sie sich zunächst wieder in ihre Welt aus Party und Drogen, ehe sie sich für das Kind und eine glückliche Zukunft mit Kirk entschließt. Anna versucht, im siebten Monat der Schwangerschaft, Kirk diese Nachricht nach einem seiner Konzerte zu überbringen, wird jedoch von der Security abgewiesen, da Kirk auf dieser Tour mit seiner eigenen Familie zusammen ist. Vollkommen geschockt und desillusioniert irrt Anna ziellos durch die Gegend und bricht schließlich auf einer Treppe zusammen.

## Kritik
A. O. Scott von der New York Times bewertet den Film als „ziemlich schrecklich und chaotisch geschrieben“, aber auch „unheimlich faszinierend“. Zeitweilig sei er auch „sehr bewegend“.

## Auszeichnungen
Der Film gewann beim Williamsburg Brooklyn Film Festival 2001 den Award Best New Director (Asia Argento) und 2003 den Award Best Actress (Asia Argento).